# Satyameva Jayate

Emblema Nacional da Índia

Satyameva Jayate (satyam eva jayate सत्यमेव जयते)  (sânscrito: "A verdade sozinha triunfa") é o lema nacional da Índia. Ele está inscrito em devanagari na base do emblema nacional, que é uma adaptação do Capitel do Leão de Açoca em Sarnath, próximo a Varanasi no norte do estado indiano de  Uttar Pradesh. A oringem do lema é o conhecido mantra 3.1.6 do  Mundaka Upanishad. O mantra completo é:

satyameva jayate naanritam

satyena pantha vitato devayanah

yenaa kramantyarishayo hyaaptakaamaa

yatra tat satyasya paramam nidhaanam

O lema da República Checa e seu precessor Checoslováquia, "Pravda vítězí" ("A verdade prevalece") possui um significado similar.